# Verband der Gedenkstätten in Deutschland
Der Verband der Gedenkstätten in Deutschland e.V. / FORUM (VGDF) ist die gemeinnützige bundesweite Interessenvertretung der Gedenkstätten, Erinnerungsorte und -initiativen, Arbeitsgemeinschaften und Dokumentationszentren in der Bundesrepublik Deutschland. Der Dachverband wurde 2020 gegründet und vertritt über 300 aktive Einrichtungen und Zusammenschlüsse.

## Geschichte
Seit den frühen 1980er-Jahren gab es Bestrebungen, die wachsende Zahl von Gedenkstätten für die Opfer des Nationalsozialismus in Deutschland zu vernetzen.  1981 fand ein erstes überregionales Treffen von Initiativen und Aktiven in Hamburg statt. Zwei Jahre später trafen sich in Hannover erstmals Akteure zum bundesweiten Gedenkstättenseminar. Es wurde organisiert vom 1983 gegründeten Gedenkstättenreferat der Aktion Sühnezeichen Friedensdienste, das seit 1993 in der Stiftung Topographie des Terrors in Berlin angesiedelt ist und seither maßgeblich die Gedenkstättenkooperation unterstützt.
Auf regionaler und Bundeslandebene vernetzten sich die meist ehrenamtlich getragenen Gedenkstätten seit den 1990er-Jahren zunächst zu Arbeitsgemeinschaften mit Fokus auf speziellen historischen oder professionellen Themen wie "Euthanasie" und Gedenkstättenpädagogik. 1997 konstituierte sich die Arbeitsgemeinschaft der KZ-Gedenkstätten in der Bundesrepublik Deutschland (AG KZ-Gedenkstätten) als erster überregionaler Zusammenschluss. Hintergrund dieser Kooperation war die öffentliche Debatte um eine Bundesförderung der Gedenkstätten zur NS-Zeit und zur DDR-Geschichte, die sich aus dem Schlussbericht der Enquete-Kommission „Überwindung der Folgen der SED-Diktatur im Prozeß der deutschen Einheit“ des Bundestages ergab. Seither vertritt die AG KZ-Gedenkstätten in loser Form die Interessen der großen, inzwischen von der Bundesregierung institutionell geförderten KZ-Gedenkstätten in Deutschland. Grundlage der Bundesförderung für eine institutionelle und Projektförderung ist die in zwei Schritten 1997 und 2008 erarbeitete Gedenkstättenkonzeption des Bundes. Auf Länderebene entstanden seit den 1990er-Jahren nach und nach eigenständige Förderstrukturen in der Form von Landesstiftungen oder der Eingliederung der Gedenkstättenförderung in die jeweilige Landeszentrale für politische Bildung.
Viele kleine und mittelgroße Gedenkstätten ebenso wie Erinnerungsinitiativen sahen sich durch die AG KZ-Gedenkstätten nicht vertreten. Auf der Basis der seit den 2000er-Jahren entstandenen Interessenvertretungen von Gedenkstätten auf Ebene der Bundesländer, meist als Landesarbeitsgemeinschaften organisiert, führte diese Diskussion 2014 zur Gründung des Forums der Landesarbeitsgemeinschaften der Gedenkstätten, Erinnerungsorte und -initiativen in Deutschland (FORUM). Das FORUM wählte einen vierköpfigen Sprecher:innenrat, gab sich Richtlinien für seine Tätigkeit, die darauf abzielen, „dass sich die Gedenkstätten, Erinnerungsorte und -initiativen untereinander stärker vernetzen und austauschen, um einerseits die eigene Professionalisierung zu fördern und andererseits auch innerhalb des gesamtgesellschaftlichen Rahmens zu einer stärkeren Vertretung gemeinsamer Interessen und einer verbesserten öffentlichen Wahrnehmung zu gelangen“. Die Vorarbeit des FORUMS mündete dann schließlich in die am 9. Dezember 2020 erfolgte Gründung des Dachverbands VGDF, der 2022 als gemeinnütziger Verein eingetragen wurde.

## Organisation

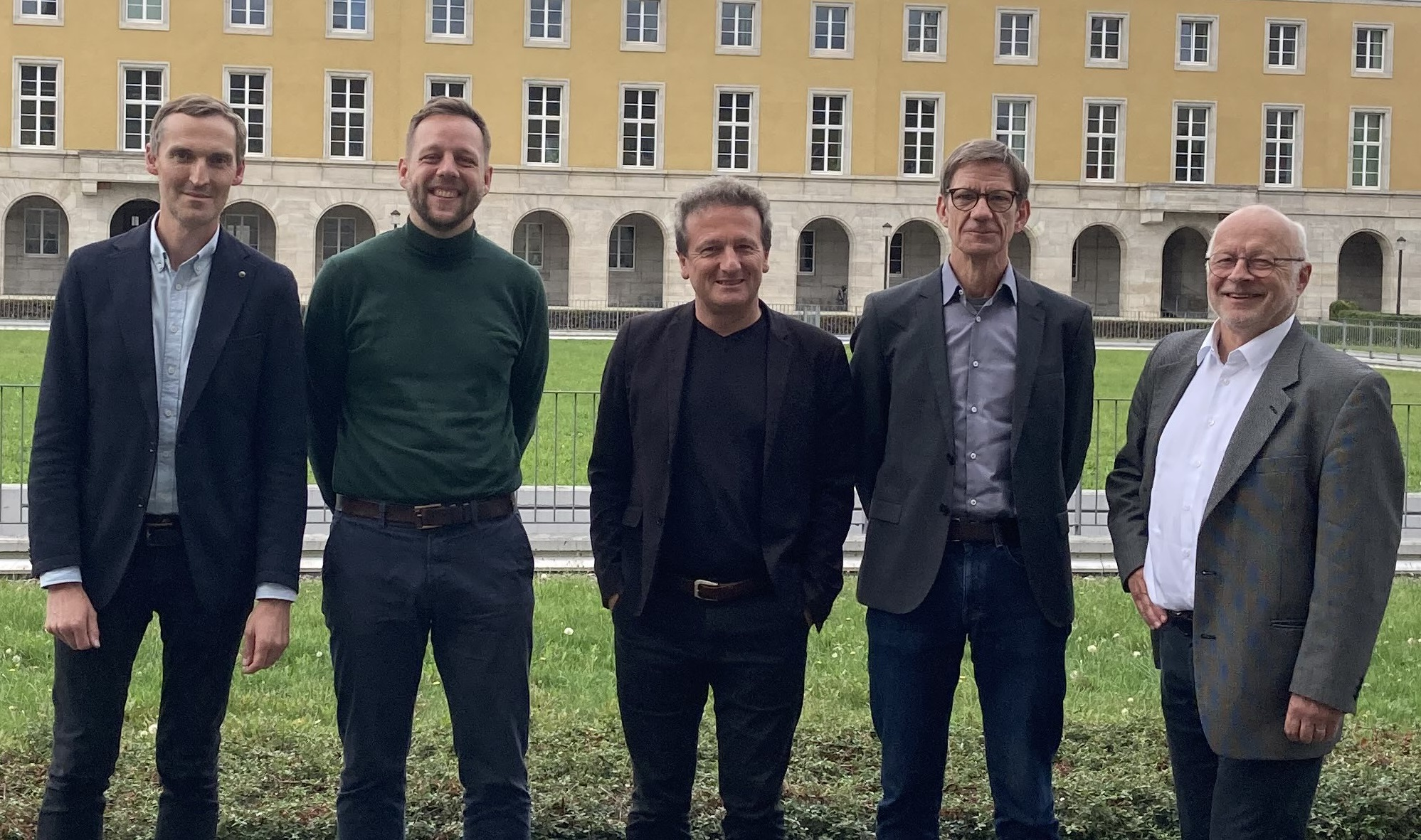
Vorstand des VGDF (v. l. n. r.): Henning Borggräfe, Jonas Kühne, Harald Schmid, Andreas Ehresmann, Thomas Lutz; Weimar, 26.9.2024

In der Präambel der Verbandssatzung heißt es:
"Erinnerungsarbeit zielt zukunftsorientiert auf die Herausbildung eines reflektierten Geschichtsbewusstseins, Menschenrechtserziehung und Völkerverständigung, um zur Stärkung demokratischer, friedlich-kooperativer und zukunftsfähiger gesellschaftlicher Verhältnisse beizutragen.

Auf dieser Grundlage organisieren sich die Gedenkstätten, Erinnerungsorte und -initiativen, Arbeitsgemeinschaften und Dokumentationszentren untereinander, um sich stärker zu vernetzen und auszutauschen. Damit wollen sie einerseits die eigene Professionalisierung fördern und andererseits innerhalb des gesamtgesellschaftlichen Rahmens zu einer stärkeren Vertretung gemeinsamer Interessen und einer verbesserten öffentlichen Wahrnehmung gelangen."
Gemeinsame Handlungsgrundlage ist dabei die 2012 vom International Committee of Memorial Museums (IC MEMO) und der International Holocaust Remembrance Alliance (IHRA) verabschiedete „Internationale Gedenkstätten-Charta“.
Die Satzung des Vereins bestimmt als Vereinsorgane die Mitgliederversammlung und den Vorstand.
Die Mitgliederversammlung wählte am 25. September 2024 in Weimar folgenden Vorstand:
- Henning Borggräfe (NS Dokumentationszentrum der Stadt Köln)
- Andreas Ehresmann (Gedenkstätte Lager Sandbostel)
- Jonas Kühne (Sächsische Landesarbeitsgemeinschaft Auseinandersetzung mit dem Nationalsozialismus)
- Thomas Lutz (vormals Gedenkstättenreferat, Stiftung Topographie des Terrors)
- Harald Schmid (Bürgerstiftung Schleswig-Holstenische Gedenkstätten).

Mitglieder des Verbands sind folgende Zusammenschlüsse:
- Arbeitsgemeinschaft der Gedenkstätten in Mecklenburg-Vorpommern[11]
- Arbeitskreis der NS-Gedenkstätten und -Erinnerungsorte in NRW e.V.[12]
- Gedenkstättenreferat der Stiftung Topographie des Terrors[13]
- Landesarbeitsgemeinschaft Erinnerungsarbeit im Saarland[14]
- Landesarbeitsgemeinschaft der Gedenkstätten und Gedenkstätteninitiativen in Baden-Württemberg[15]
- Landesarbeitsgemeinschaft der Gedenkstätten und Erinnerungsinitiativen zur NS-Zeit in Hessen[16]
- Landesarbeitsgemeinschaft Gedenkstätten und Erinnerungsorte in Schleswig-Holstein e. V.[17]
- Interessengemeinschaft niedersächsischer Gedenkstätten und Initiativen zur Erinnerung an die NS-Verbrechen e.V.[18]
- Landesarbeitsgemeinschaft der Gedenkstätten, Erinnerungsorte und -initiativen zur NS-Zeit in Rheinland-Pfalz e.V.[19]
- Netzwerk der Erinnerungsorte zur NS-Zwangsarbeit in Deutschland
- Sächsische Landesarbeitsgemeinschaft Auseinandersetzung mit dem Nationalsozialismus[20]
- Stiftung Gedenkstätten Sachsen-Anhalt
- Stiftung Sächsische Gedenkstätten
- Denkstättenkuratorium NS-Dokumentation Oberschwaben[21]
- Arbeitsgemeinschaft "Herrschaft - Vergemeinschaftung - Inszenierung im Nationalsozialismus".

Weitere Zusammenschlüsse sind mit dem Verband kooptiert:
- Arbeitskreis Justizgedenkstätten
- Arbeitsgemeinschaft „Euthanasie“-Gedenkstätten.

## Tätigkeit
Kernarbeitsfeld des VGDF ist die bundespolitische Lobbyarbeit für die über 300 aktiven Gedenkstätten, Erinnerungsorte und -initiativen sowie weitere Zusammenschlüsse. Zu diesem Zweck arbeitet der Verband eng mit seinen Mitgliedsorganisationen und weiteren Kooperationspartnern zusammen, um deren Interessen und Bedarfe zu vertreten. Dies geschieht beispielsweise mittels Wahlprüfsteinen, Stellungnahmen u. a. zu Gesetzentwürfen oder – wie 2024 – zur Debatte um ein "Rahmenkonzept Erinnerungskultur" der Beauftragten der Bundesregierung für Kultur und Medien, ferner durch Gespräche mit kulturpolitischen Akteuren:innen vor allem des Bundestags, Beiträgen zur geschichts- und kulturpolitischen Debatte und allgemeiner Öffentlichkeitsarbeit.
Der Verband ist Mitglied im Beirat „Green Culture“-Anlaufstelle der Beauftragten der Bundesregierung für Kultur und Medien.